# Les Aires
Les Aires är en kommun i departementet Hérault i regionen Occitanien i södra Frankrike. Kommunen ligger i kantonen Saint-Gervais-sur-Mare som tillhör arrondissementet Béziers. År 2022 hade Les Aires 613 invånare.

## Befolkningsutveckling
Antalet invånare i kommunen Les Aires
Referens:INSEE